# Monastère de Rumtek

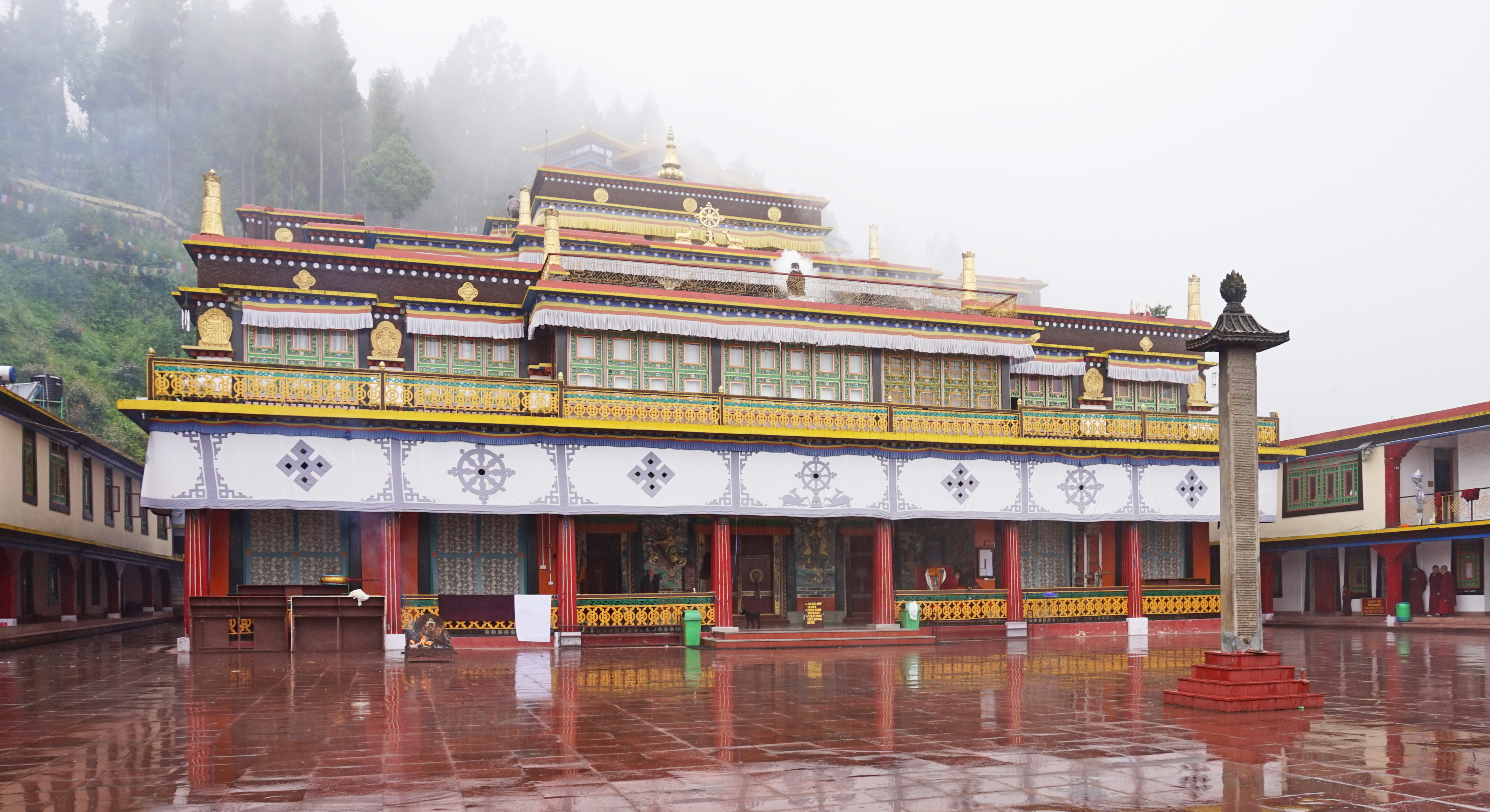
Monastère de Rumtek au Sikkim, siège du Karmapa en exil

Le Monastère de Rumtek est le siège du Karmapa en exil en Inde, un grand Lama du Tibet. C'est le plus grand monastère de l'Himalaya oriental[réf. nécessaire], son architecture est d’origine tibétaine. 
Il est situé à proximité de Gangtok, la capitale du Sikkim (Inde), une ville située à quelque 1500 mètres d'altitude et comptant une population de 100 000 habitants. À proximité on trouve le Monastère d’Enchey et l’Institut de tibétologie Namgyal qui étudie la philosophie bouddhiste et le chorten (stupa) de Do-Drul.
La construction du monastère de Rumtek remonte au 9e Karmapa, (1556-1603) qui fut invité à se rendre au Sikkim. Ne pouvant s'y rendre lui-même, il envoya un représentant qui y a établi trois monastères dont celui de Rumtek. 
La construction du nouveau monastère de Rumtek s'acheva en 1966 et les reliques amenées du monastère de Tsourphou, siège du Karmapa au Tibet, y furent déposées. C'est le jour du nouvel an tibétain (Losar) que le 16e Karmapa, inaugura officiellement son siège en exil, qu'il appela Centre Dharmachakra; lieu d'érudition et d'accomplissement spirituel, siège du Gyalwa Karmapa. Rumtek devint dès lors le pivot à partir duquel le dharma Kagyupa se répandit dans le monde entier et, petit à petit, les activités se remirent à suivre le calendrier monastique traditionnel, avec les prières, les danses de lamas, les retraites d'été à la saison des pluies, instaurant ainsi la dynamique spirituelle juste pour les années qui suivirent. 
Après la sortie clandestine de Chine pour l'Inde du 17e Karmapa, Orgyen Trinley Dorje, reconnu par trois des quatre régents Karma-Kagyu (Taï Sitou Rinpoché Gyaltsab Rinpoché, Jamgon Kongtrul Rinpoché) et le 14e Dalaï Lama, le monastère de Rumtek attira l'attention des médias.
Le 17 mai 2006, Trinley Thaye Dorje a été officiellement nommé successeur légal du seizième karmapa par le conseil d’administration du Karmapa Charitable Trust. Autorisé à prendre possession de Rumtek, il demeure actuellement à Kalimpong, au Bengale occidental (Inde).

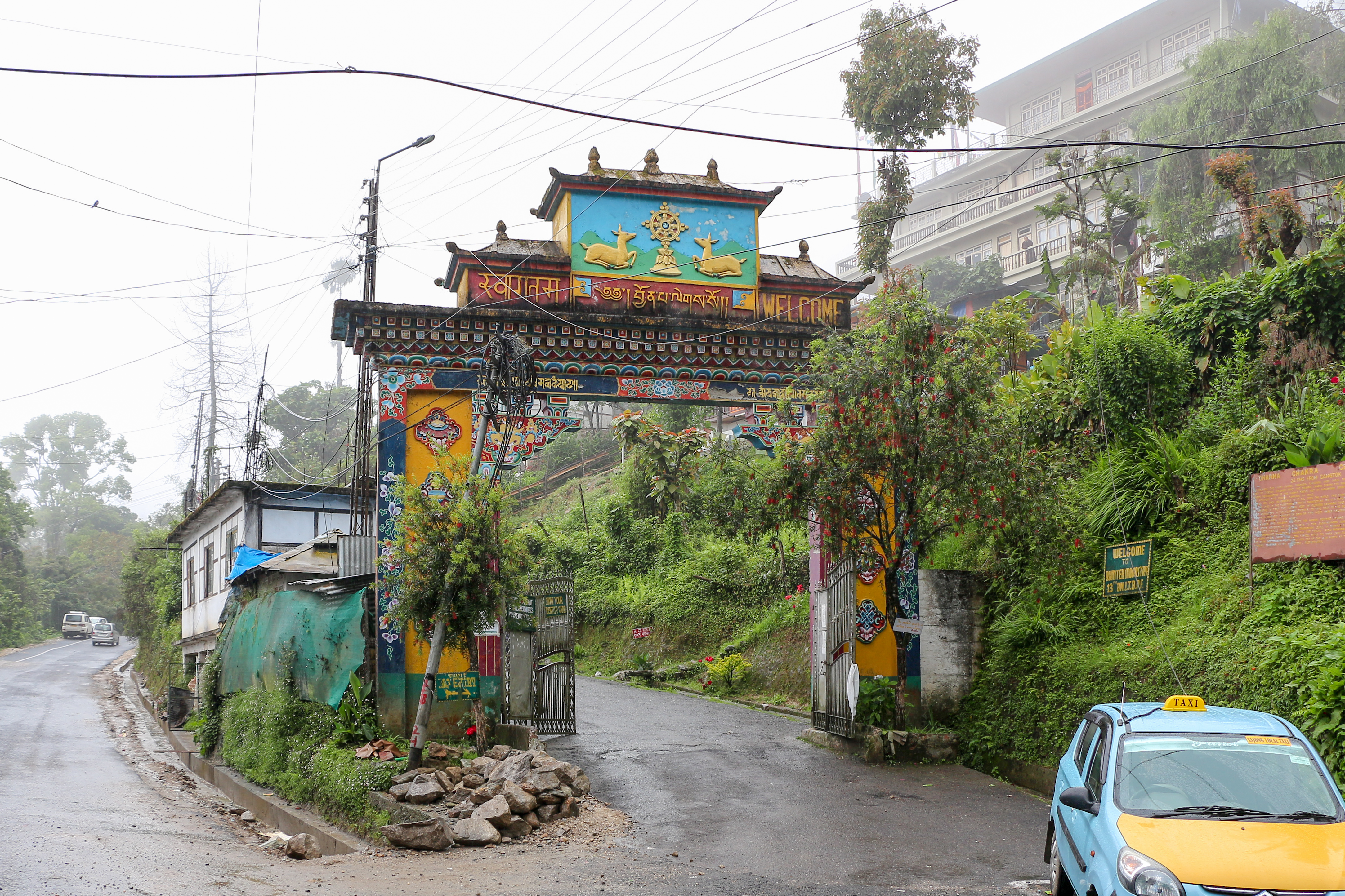
Porte d'entrée menant au monastère
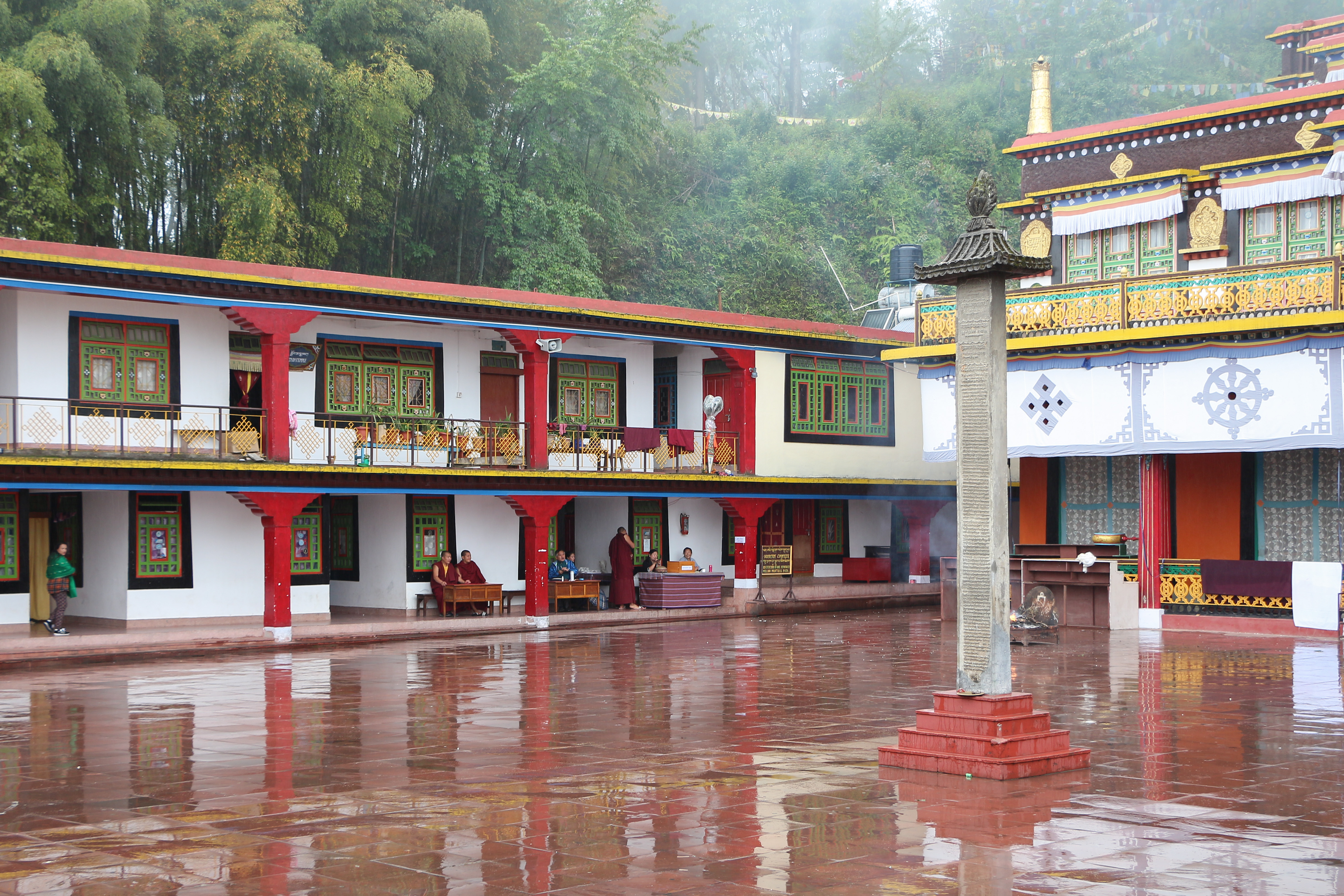
Cour intérieure du monastère
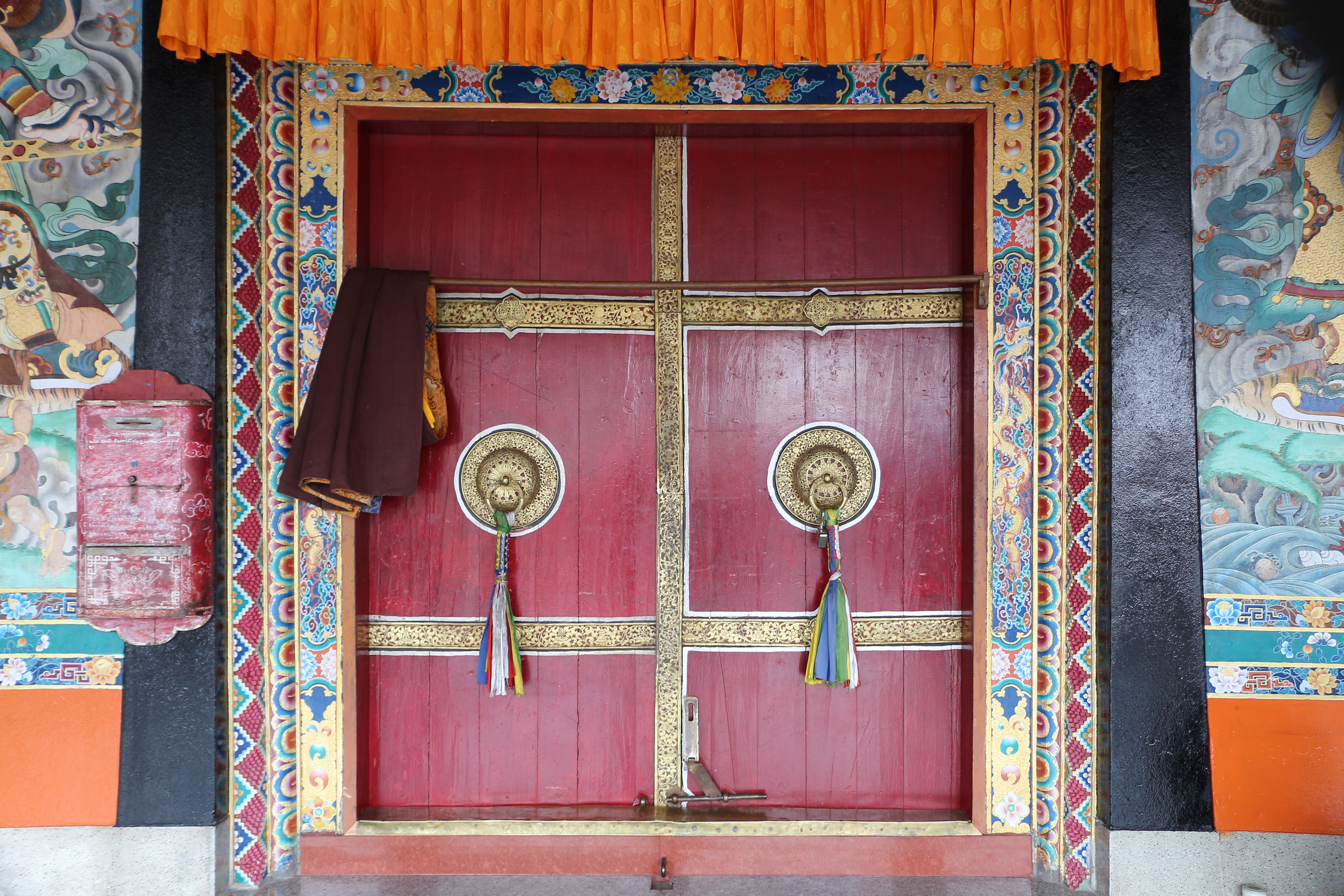
Portes à l'intérieur du monastère
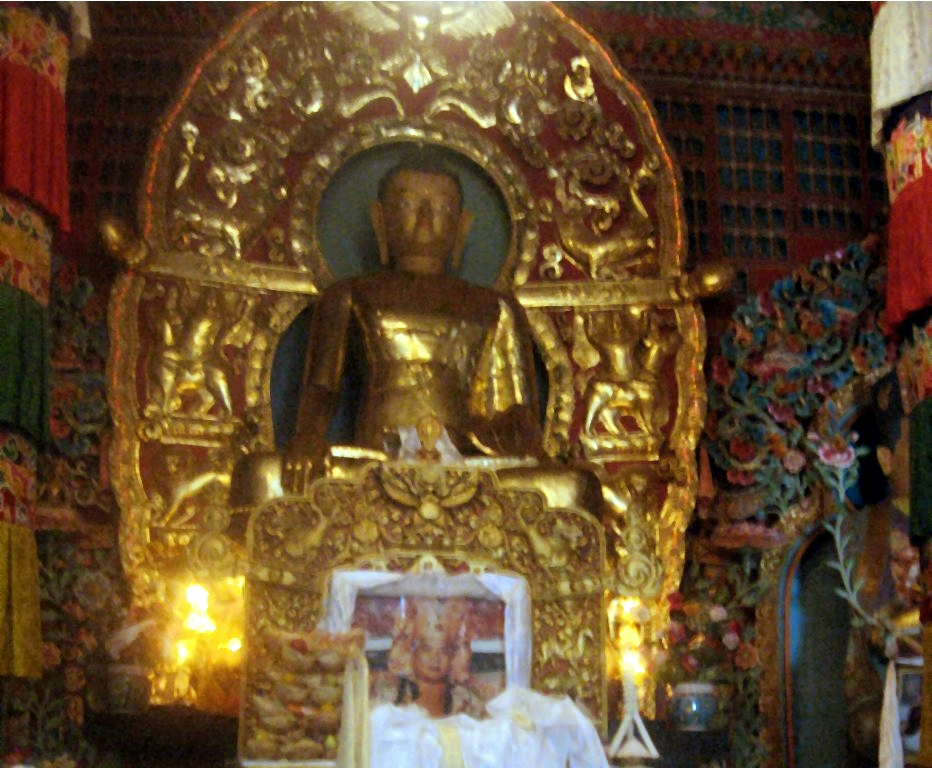
Statue de Bouddha à l'intérieur du monastère